# 215 هـ
215 هـ هي سنة في التقويم الهجري امتدت مقابلةً في التقويم الميلادي بين سنتي 830 و831.

## مواليد
- إسحاق بن حنين
- أحمد بن شعيب النسائي
- محمد بن إسحاق بن راهويه

## وفيات
- معمر بن عباد السلمي
- أبو زيد الأنصاري
- أبو سليمان الداراني
- قبيصة بن عقبة
- طلحة بن طاهر
- الأخفش الأوسط
- مكي بن إبراهيم